# Eillert Meeter
Eillert Meeter (Oude Pekela, 1 maart 1818 - Briton Ferry (Wales), 7 april 1862) was een republikeins en revolutionair gezind journalist. Meeter is een neef van kinderboekenschrijver Andries Pietersz. Meeter.

## Levensloop
Eillert werd geboren als Eillert Meter en was een zoon van de barbier Michiel E. Meter en Tryntje Wessels Kuiper. Na een korte loopbaan in het leger waar Meeter het tot sergeant bracht maar waar hij de gehoopte officiersopleiding niet kon volgen werd hij journalist.
De door vooruitstrevende figuren als majoor P.W.G.J. van Baerle en Jhr. R.L. van Andringa de Kempenaer beïnvloede Meeter begon in 1840 in Groningen een vooruitstrevend blad, "De Tolk der Vrijheid", uit te geven. In dit blad was hij de vertolker van de gevoelens van de boeren die zich tegen de invloed van de ridderschap in de Groninger Staten verzetten. Hij nam het ook op voor de dagloners en arbeiders.
De veiling van de inboedel van een dagloner die het schoolgeld van zijn kinderen schuldig bleef, op last van de burgemeester van Ten Boer, brengt Meeter ertoe om niet alleen de inboedel op te kopen en weer aan de schuldenaar te schenken, hij schreef in zijn krant dat de overheid haar contract met de maatschappij, de volonté générale, had geschonden. Nu de overheid geen recht meer had om te regeren mocht iedereen volgens Meeter "stoppen met belasting betalen".
De Procureur-generaal in Groningen besloot daarop tot een vervolging wegens opruiing. Nog voordat het tot een verhoor kan komen speelde Meeter de justitiële autoriteiten in de kaart door zijn aanwezigheid bij een opstootje.

### De revolutie in de wafelkraam
Tijdens de meikermis van 1840 dronken Meeter en de aanwezigen, meest studenten, in de wafelkraam van "Dove Saar", op "Zijne Verheven Nulliteit Willem Kaaskop" en op de republiek. Na een dronken vechtpartijtje werd het portret van Willem I van de wand gehaald en buiten de deur gezet. Meeter ging naar huis en hoorde pas de volgende dag dat een aantal aanwezigen gearresteerd was bij wat de "wafelkraamrel" is gaan heten. Er werden 25 mensen ter plaatse gearresteerd en Meeter werd twee dagen later in Harlingen gevangengenomen. Men klaagde hem aan wegens "oproerende jool", de algemene teneur van zijn tijdschrift en een verkreukelde schets voor een op te richten "Republikeins Genootschap" die in zijn prullenbak werd gevonden.
Om een oproer te voorkomen werden cavalerie-eenheden naar Groningen gestuurd.
Alle 26 gevangenen moesten op 1 augustus worden vrijgelaten omdat niet bewezen kon worden dat zij schuldig waren aan revolutionaire samenspanning. Meeter kon nu als martelaar voor de zaak van de vrijheid optreden. Tijdens het vieren van het Gronings ontzet van 1672 op 28 augustus 1840, werd het toneelstuk Rabenhaupt onder luid applaus in de Groningse schouwburg opgevoerd. In het toneelstuk traden studenten-vrijwilligers op die de vrijheid loofden.

### De loopbaan als journalist
De Groningse Officier van Justitie probeerde Meeter nu te vervolgen voor zijn uitlatingen in De Tolk der Vrijheid en vervolgde hem en zijn uitgever, Sijger Jans Bolt, tot aan de Hooge Raad der Nederlanden. Ondanks de verdediging door de liberale voorman mr. D. Donker Curtius vernietigde de Hoge Raad de veroordeling tot respectievelijk vier en twee jaar gevangenisstraf niet. Nog vóór de definitieve uitspraak vluchtte Meeter in februari 1841 naar België en vervolgens naar Parijs. Hoewel hij tijdens zijn proces en zijn vlucht aan De Tolk der Vrijheid doorwerkte ging het blad in lezerstal achteruit. Het werd eind 1841 opgeheven.
In Parijs klopte Meeter aan bij de Nederlandse gezant generaal R. Fagel. Deze ondersteunde een gratieverzoek, dat Willem II inwilligde. Meeter vestigde zich nu in Amsterdam.
In de jaren 1840-1848 vroeg en kreeg Meeter steeds weer geld van Koning Willem II. De achtergrond schijnt zijn kennis over het privéleven van de koning te zijn geweest. Willem had zich als "Prins van Oranje" in tal van vreemde politieke avonturen gestort. Hij had geprobeerd Koning van Frankrijk of België te worden en samengezworen tegen zijn vader toen deze wilde hertrouwen. Ook deed Meeter in 1842 onderzoek naar J.L.A Kremer, en schreef aan de hand hiervan twee brochures over de bekende predikant en oculist. Achteraf bleek de voornaamste reden van het onderzoek te zijn dat Kremer een voogd was van Cornelia Vogel, die volgens Meeter een natuurlijke dochter van de koning zou zijn geweest.
In Meeters in 1857 verschenen memoires wordt 's konings voorliefde voor knappe jonge mannen uitgebreid beschreven. De koning ging alleen wandelen op het Nachtegaalpad achter zijn paleis en had zich omringd met dienaren die hij niet kon ontslaan vanwege wat Meeter de "afschuwelijke motieven" noemde waarvoor hij hen had aangenomen. Men heeft vooral Meeter meer dan een eeuw voor leugenaar uitgemaakt maar in 2004 bleek uit documenten in het Huisarchief dat hij de waarheid heeft geschreven.

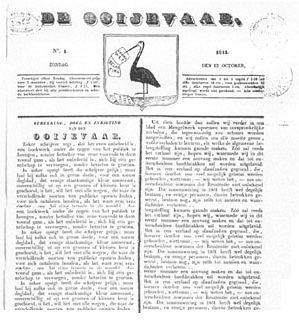
De Ooijevaar

In deze jaren publiceerde Meeter met Bolt in Amsterdam een nieuw oppositieblad, "De Onafhankelijke" geheten. Meeter keerde in grote geldnood terug naar Den Haag. De koning steunde hem opnieuw financieel maar liet hem in Parijs in termijnen uitbetalen.
In het najaar van 1844 was hij terug in Den Haag, waar hij met zijn achtergrondkennis over hoge Haagse kringen en het hof op 13 oktober zijn nieuwe krant De Ooijevaar uitbracht. Dit was een in wezen republikeins blad dat Meeter ter vergroting van de oplage vulde met schandaalberichten. Voor het politieke deel kon hij beschikken over medewerkers als P.A. de Haas, A.H. van Gorcum, G.A.C.W. markies de Thouars en Donker Curtius, met wie hij vriendschappelijk omging. In 1845 belandde Meeter opnieuw in de gevangenis.
In 1845 was er in Nederland politieke onrust en er waren dankzij de ook in Nederland optredende aardappelziekte hongerrellen in verschillende steden. Her en der in Nederland publiceerde de oppositie zogeheten lilliputterbladen. Deze pamfletten waren zo klein om geen dure dagbladzegels te hoeven kopen. Meeter bracht ook lilliputters in omloop die "De Haagsche Miniatuurbode" en "De Ontwaakte Leeuw" heetten. De politie arresteerde Meeter, zijn aanhangers en de drukker Jacob du Mée opnieuw waarna het tot een groot proces kwam. De aanklachten waren zo opgeklopt dat zelfs de doodstraf geëist kon worden. Meeter en zijn medestanders werden wegens gebrek aan bewijs vrijgesproken, maar zij zaten meer dan een jaar in voorarrest.
De koning gaf Meeter en zijn vriend Van Gorcum na hun vrijspraak opnieuw een jaargeld op voorwaarde dat zij zich in het buitenland zouden vestigen. Zij vertrokken naar Antwerpen, waar zij zich rustig hielden. Meeter publiceerde zelfs een prijzende biografie van Willem II en trad er in het huwelijk.
Het overlijden van Willem II in maart 1849 maakte een einde aan het jaargeld. Willem III werd geconfronteerd met een dreigend bankroet en kon de financiële verplichtingen van zijn vader niet overnemen. Misschien wilde de jonge koning zich ook niet laten chanteren.
In 1849 begon Meeter in Nijmegen "De Star der Hoop" uit te geven. Een van de medewerkers was Adriaan van Bevervoorde, die in 1850 de "Democratische Hoofdvereeniging" oprichtte als de Nederlandse afdeling van het door Alexandre Auguste Ledru Rollin en Giuseppe Mazzini opgerichte "Comité Central Européen", een voortzetting van de door Van Bevervoorde, Jottrand, Kats en Karl Marx in 1847 opgerichte Association Démocratique (de Democratische 'Internationale').
Meeter was geen lid van de Democratische Hoofdvereeniging en ontmoette Marx niet. In januari 1850 arresteerde de Pruisische politie hem desondanks in het niet ver van Nijmegen maar over de Duitse grens liggende Gogh. Hij wist te ontkomen. Eillert Meeter week in september 1851 uit naar Groot-Brittannië, waar hij tot zijn dood in 1862 als scheepsbevrachter en vertaler in Briton Ferry werkte. In Londen publiceerde hij in 1857 zijn memoires over de jaren 1837 tot 1846 met de titel "Holland, Its Institutions, Its Press, Kings and Prisons".
Censuur, zelfcensuur en ongeloof waar het de verhalen over de biseksualiteit of homoseksualiteit van Koning Willem II betreft zorgden ervoor dat men Meeters memoires pas in 1966 in een Nederlandse vertaling kon uitgeven.

## Publicaties
- De laatste bouwmeester Gerrit Harms Warendorp of de vernietiging der gildenmagt in Groningen (Groningen, z.j.)
- Geschiedenis van het beleg van Groningen in 1672 (Groningen, 1839)
- Pleitrede (Groningen, 1840)
- De genezing der oogziekten door J.L.A. Kremer Az hervormd predikant te Heeze (Den Haag, 1842)
- Overdenkingen aangaande de zoogenaamde oogen-parktijk van dominé Kremers, te Heeze en Leende in Noord-Braband (Gorinchem, 1842)
- 'De schildwacht voor Nieuwpoort' in: Groninger Volksalmanak voor 1843
- Holland, Its Institutions, Its Press, Kings and Prisons (Londen, 1857)
  - Postuum vertaald: Holland, kranten, kerkers en koningen (Amsterdam, 1966)
  - Opnieuw postuum vertaald: Willem I, Willem II, kranten, kerkers en koningen (Soesterberg, 2002)